# Victor Vignon
Victor Alfred Paul Vignon (n. 25 decembrie 1847, Villers-Cotterêts, Aisne, Franța – d. 15 martie 1909, Meulan⁠(d), Seine-et-Oise, Franța) a fost un pictor și grafician impresionist francez.

## Biografie
Mama sa a fost Marie-Noémi Cadiot⁠(d), o sculptoriță care a lucrat sub numele de „Claude Vignon” (după un personaj din romanul Béatrix⁠(d) de Balzac). Când s-a născut Victor, ea era proprietara unui hotel care a fost decorat de Puvis de Chavannes în anii 1850, așa că a avut o introducere timpurie în artă. A studiat cu Camille Corot și Adolphe-Félix Cals. Inițial, a lucrat în Val-d'Oise, a completat cu excursii la Clamart, Bougival⁠(d) și La Celle-Saint-Cloud. În anii 1870, s-a asociat cu Camille Pissarro și cu cercul său din Auvers-sur-Oise.
În 1880, s-a mutat la Nesles-la-Vallée⁠(d), apoi, la scurt timp, s-a stabilit la L'Isle-Adam, unde s-a împrietenit cu Vincent van Gogh și dr. Paul Gachet⁠(d) care a devenit unul dintre cei mai buni clienți ai săi. Pe când se afla acolo, a participat la a cincea, a șasea și a șaptea expoziție impresionistă și a fost criticat de Claude Monet, care credea că ale sale contururi ascuțite nu erau cu adevărat impresioniste. Această critică a fost reluată în anii 1890 de criticii Roger Marx și Félix Fénéon⁠(d), care au decis că multe dintre lucrările sale se aseamănă mai mult cu vechii Maeștri olandezi.
Barajul de critici și-a avut efectul și opera sa a fost respinsă pentru mai multe expoziții, inclusiv la Salonul de la Paris⁠(d). În cele din urmă, dr. Georges Viau⁠(d), un chirurg oral care a fost un pasionat colecționar de artă, l-a ajutat să-și expună lucrările la Expoziția Universală din 1900. Trei ani mai târziu, Pierre-Auguste Renoir și Paul Durand-Ruel⁠(d) au ajutat la organizarea unei retrospective a operei sale. După moartea sa, Renoir și Julie Manet-Rouart (fiica lui Berthe Morisot) au organizat o altă expoziție.

## Picturi alese

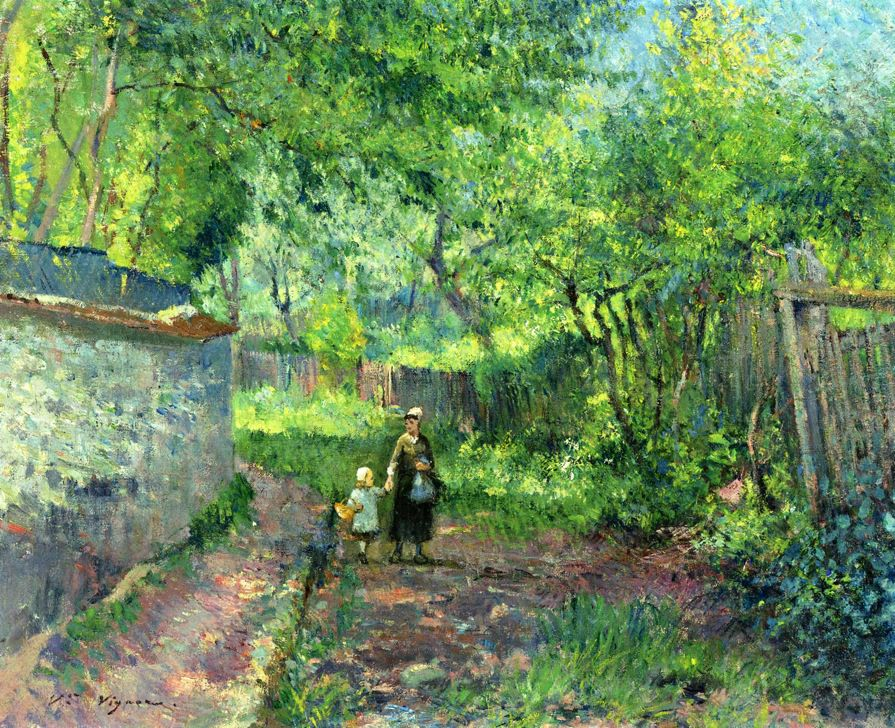
Mamă și copil plimbându-se
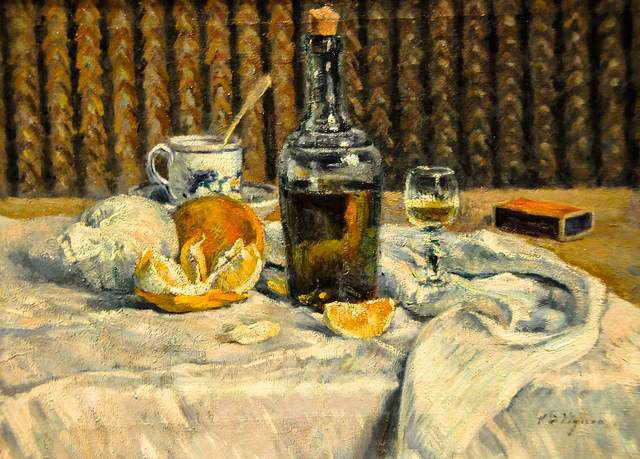
Natură moartă cu portocale
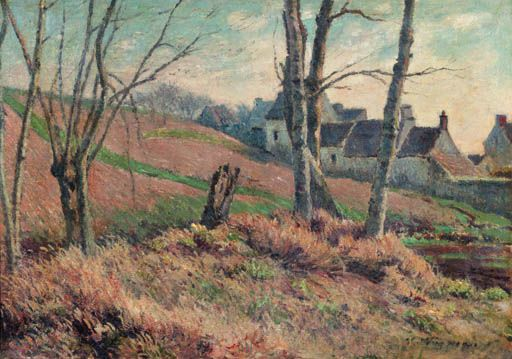
Grup de case
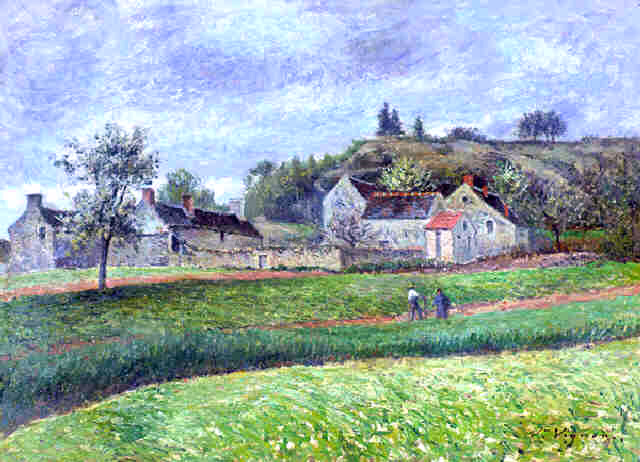
Sat primăvara